# Les Perroquets de Bangui
 (mars 2023).
La mise en forme du texte ne suit pas les recommandations de Wikipédia : il faut le « wikifier ».
Les points d'amélioration suivants sont les cas les plus fréquents :
- Les titres sont pré-formatés par le logiciel. Ils ne sont ni en capitales, ni en gras.
- Le texte ne doit pas être écrit en capitales (les noms de famille non plus), ni en gras, ni en italique, ni en « petit »…
- Le gras n'est utilisé que pour surligner le titre de l'article dans l'introduction, une seule fois.
- L'italique est rarement utilisé : mots en langue étrangère, titres d'œuvres, noms de bateaux, etc.
- Les citations ne sont pas en italique mais en corps de texte normal. Elles sont entourées par des guillemets français : « et ».
- Les listes à puces sont à éviter, des paragraphes rédigés étant largement préférés. Les tableaux sont à réserver à la présentation de données structurées (résultats, etc.).
- Les appels de note de bas de page (petits chiffres en exposant, introduits par l'outil «  Source ») sont à placer entre la fin de phrase et le point final[comme ça].
- Les liens internes (vers d'autres articles de Wikipédia) sont à choisir avec parcimonie. Créez des liens vers des articles approfondissant le sujet. Les termes génériques sans rapport avec le sujet sont à éviter, ainsi que les répétitions de liens vers un même terme.
- Les liens externes sont à placer uniquement dans une section « Liens externes », à la fin de l'article. Ces liens sont à choisir avec parcimonie suivant les règles définies. Si un lien sert de source à l'article, son insertion dans le texte est à faire par les notes de bas de page.
- La présentation des références doit suivre les conventions bibliographiques. Il est recommandé d'utiliser les modèles {{Ouvrage}}, {{Chapitre}}, {{Article}}, {{Lien web}} et/ou {{Bibliographie}}. Le mode d'édition visuel peut mettre en forme automatiquement les références.
- Insérer une infobox (cadre d'informations à droite) n'est pas obligatoire pour parachever la mise en page.

Pour une aide détaillée, merci de consulter Aide:Wikification.
Si vous pensez que ces points ont été résolus, vous pouvez retirer ce bandeau et améliorer la mise en forme d'un autre article.
 (mars 2023).

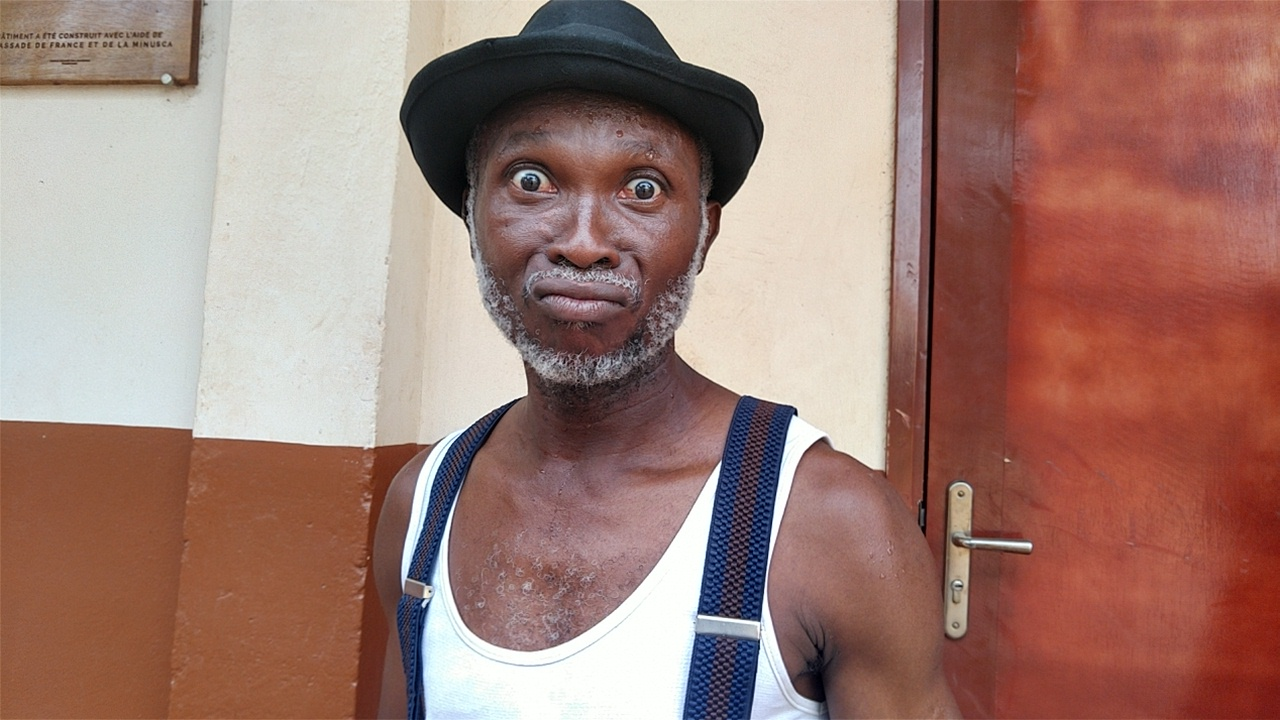
Gervais Symphorien KPIGNON, allias baba Kpignon Acteur principal de la Compagnie les perroquet de Bangui

La troupe théâtrale Les Perroquets de Bangui est un groupe de trois humoristes centrafricains qui évoluent sur la scène nationale et internationale.

## Présentation
Les  Perroquets de Bangui est une troupe théâtrale de la République centrafricaine composée de trois comédiens : Baba Kpignon (de son vrai nom Gervais Symphorien Kpignon), Sokpe (de son vrai nom Evariste Kombet) et Yanganda Benjamin (de son vrai nom Yakolokia). D'abord membre du groupe théâtral La Création comique les Perroquets créé en 1987 par Jonathan Païzouman, qui est aujourd'hui avocat au barreau centrafricain, ils quittent ensemble pour former la Compagnie théâtrale les Perroquets de Bangui en 2010. Avec leur manager Nasir Eliakim, le trio rêve de redorer l'image de leur pays et du continent africain.   

## Parcours
Ils ont déjà à leur palmarès un parcours élogieux sur le plan national, régionale et internationale: vice-champion d’Afrique aux éditions de « L’Afrique a un incroyable talent » en 2017, en 2018, ils sont les invités de l'émission humoristique « Le parlement du rire » sur Canal + produite par Mamane, 2021 prix du meilleur spectacle au 17ème Festival Mondial du Théâtre Amateur de Monaco, la troupe fait aujourd'hui la fierté de tout le continent africain. S'ils ont pu toucher le cœur des spectateurs, c'est parce que leur répertoire humoristique touche directement au questions sensibles de la société africaine en général et de la République Centrafricaine en particulier. Depuis la crise de 2013, comme à l'image du nom de leur troupe, ils parcourent le pays afin de véhiculer avec l'humour les messages sur la paix, la cohésion sociale,  le vivre ensemble, la sécurité,.     
Leur pièce favorite intitulée Les Anciens combattants, est une grande interrogation sur la situation sociopolitique du continent Africain plus de cinquante années après les indépendances.